# Monte Inici
Monte Inici è una vetta che si trova all'interno  del Sito di Interesse Comunitario denominato "Complesso Monti di Castellammare del Golfo" (codice ITA010015). Si trova nella provincia di Trapani e ha un'altezza di 1.065 m s.l.m.. È  la seconda vetta dei Monti di Trapani dopo il Monte Sparagio. Alle sue pendici, sul lato nord, si trova l'abitato di Castellammare del Golfo; sul lato sud la località di Inici; qui sorgono il castello di Inici, il santuario della Madonna della Mendola e si estende l'ex feudo che fu, nel XVI secolo, baronia feudale dei Sanclemente.
Nel territorio del complesso montuoso di Inici sono stati ritrovati reperti fossili risalenti al giurassico medio e al primo cretaceo.

## Caratteristiche

### Morfologia
Il massiccio del monte Inici è caratterizzato da una cresta principale, che si dirige da nord-ovest a sud-est. Al limitare sudorientale, questa cresta incontra una cresta secondaria che la termina, e che è orientato in senso perpendicolare, da nord-est a sud-ovest. Al limitare nordoccidentale, in corrispondenza del pizzo delle Niviere, la cresta principale piega in direzione nord-est, e digrada verso il mare.
Lungo il ramo nordorientale della cresta secondaria si trovano: Pizzo Teleffio (512 m), Pizzo del Dottore (627 m), Pizzo della Sella (684 m), Pizzo Stagnone (802 m), Pizzo Brando (637 m) e Cozzo Monaco (638 m).
Sulla parte est della montagna sono presenti ampie pareti verticali estese circa 70 metri, che creano due gole, più ampie in cima e più strette a valle, che fungono da collettore delle acque piovane. Le due gole sono denominate il Cappellone e Contrada Bocca della Carruba.
Lungo la cresta principale si succedono: Pizzo Crastone (731 m), Pizzo Agnello (949 m), Pizzo delle Niviere (1041 m) e Monte Inici (1064 m) propriamente detto
A Pizzo Stagnone sono presenti i resti di un granaio, risalente al periodo dell'impero romano, modificato in seguito dai saraceni che ne fecero un "cisterna" per l'acqua.

### Geologia
Le unità tettoniche di questa zona sono date da depositi di piattaforma carbonatica triassico-liassici e da carbonati pelagici di età giurassico-oligocenica localmente noti come PrePanormide, Trapanese e Saccense.
Il complesso montuoso è definibile come un grande massiccio carbonatico mesozoico-eocenico.
I depositi del complesso montuoso appartengono in gra parte al Triassico superiore con presenza di calcari dolomitici a megalodontidi, dolomie stromatolitiche e loferitiche, calcilutiti ad alghe, foraminiferi e brecce loferitiche e uno spessore variabile da 50 a 500 metri.
A sud, nella parte propriamente chiamata Monte Inici, sono presenti alcari nodulari ad ammoniti, calcareniti a crinoidi, calcilutiti a brachiopodi, bivalvi, calcilutiti e marne silicizzate, radiolariti e argilliti silicee con uno spessore variabile da 20 a 20 metri. Tale stratificazione risale al Liassico superiore-Malm
Un'ulteriore area interna è formata da calcilutiti e calcisiltiti bianche con liste e noduli di selce. Secondo la Carta dei Suoli della Sicilia in quel territorio incidono due associazioni: Roccia affiorante–Litosuoli e Litosuoli–Roccia affiorante–Terra rossa.
La vegetazione presente su questi suoli è generalmente di tipo erbaceo e arbustivo, in taluni tratti molto scarsa o del tutto assente. I contenuti in sostanza organica sono bassi così da rendere il terreno inidoneo alla coltura per i fini agricoli.
Le terre rosse che hanno un'estensione limitata sono inframmezzate ai più diffusi litosuoli e roccia affiorante.

### Grotte
All'interno del complesso montuoso sono presenti diverse cavità e grotte, tra le quali l'Abisso dei cocci e la Grotta dell'eremita.

## La baronia di Inici
Ai piedi del massiccio dell'Inici si estendeva un vasto feudo la cui esistenza era già accertata agli inizi del XIII secolo e che fu, nei secoli XV-XVI, proprietà della famiglia Sanclemente e divenne, all'inizio del Cinquecento baronia feudale. Della baronia di Inici, nel 1507, fu infatti investito, da Ferdinando il Cattolico, il miles Simone Sanclemente, per lettere di investitura date nel Castelnuovo di Napoli a 22 febbraio IV indizione dello stesso anno. In quel periodo la baronia raggiungeva un'estensione di 974 salme, comprendeva nove marcati al suo interno ed era baronia feudale nel territorio sotto la giurisdizione di Monte San Giuliano; il territorio era:
"situm et positum in Valle Mazariae et in territorio Montis Sancti Juliani, confinatum cum baronia Baydae ex parte septentrionis et occidentis, cum feudo de Bruca et Arcudacis ex parte eadem, cum feudo Gagliardetto ex parte orientis, cum via publica et flumine ex parte meridiei".
I nove "marcati" tra di loro confinanti erano: il marcato della Montagna, della Chiana, delli Miselli, della Balata (d'Inici), di Pocorobba (o Pocoroba), della Noce, di Fontanelli, della Pecoreria e di Abbatello.